# Université de Magallanes
L'université de Magallanes (en espagnol : Universidad de Magallanes ou UMAG) est une université publique située à Punta Arenas au Chili. L'université est fondée le 20 octobre 1981.

## Anciens étudiants
- Judith Pardo